# Carbometal·lació
La carbometal·lació és una reacció química característica de la química organometàl·lica que consisteix en una inserció d'alquens i alquins dins un enllaç M-R.
La reacció contrària és una β-eliminació que s'afavoreix en augmentar la temperatura.
La força directora (o "driving force") d'aquesta reacció és el control entàlpic (ΔH<0) i entròpic (∆S<0), ja que passem d'un doble enllaç a un enllaç senzill i formem un altre enllaç senzill.
Aquí es mostra un esquema general de carbometal·lació d'alquins:

## Carbometal·lació
L'addició pot produir isòmers cis o trans i, a més, amb alquins asimètrics, el compost organometàl·lic es pot afegir per dues vies diferents, per tant, el control de la regioselectivitat és important. Un cop es produeix l'addició del compost organometàl·lic, el metall se substitueix per un electròfil (E+).
Una carbometal·lació bàsicament és qualsevol reacció en què un enllaç carboni-metall (C-M) reacciona amb un enllaç π carboni-carboni (C=C) per produir un nou enllaç σ carboni-carboni (C-C) i un enllaç σ carboni-metall (C-M). L'enllaç carboni-metall resultant pot patir més reaccions de carbometalització (oligomerització o polimerització, com la polimerització de Ziegler-Natta) o pot reaccionar amb una varietat d'electròfils, inclosos reactius halogenants, carbonils, oxigen i sals inorgàniques per produir diferents reactius. Alguns metalls prefereixen donar el producte d'addició-anti amb alta selectivitat i altres produeixen el producte d'addició-syn. El resultat dels productes d'addició syn i anti està determinat pel mecanisme de la carbometal·lació.
En funció del metall emprat, tindrem una carboaluminació (quan s'empra un compost organometàl·lic d'alumini), una carbolitiació (amb un organolitat), una carbomagnesació (organomagnesià), una carbozincació (organozinc), una carbopaladació (organopal·ladi)...

## Aplicacions
En un estudi es fa reaccionar metilfenilacetilè amb bromur de fenilmagnesi obtenint-se bromur de vinil magnesi que es va inactivar amb aigua:
Un altre exemple d'aquest tipus de reacció és una ruta alternativa al tamoxifèn a partir de difenilacetilè i etillitio:
L'electròfil aquí és el borat de triisopropil que forma el àcid borònic R-B(OH)₂. El segon pas per a la síntesi del tamoxifèn és una reacció de Suzuki.